# 순천시 (1988년 선거구)
순천시는 대한민국의 옛 국회의원 선거구이다. 당시 전라남도 순천시 지역을 관할했다.

## 역사
제13대 국회의원 선거를 앞두고 순천시·구례군·승주군 선거구에서 분리되면서 신설되었다.
1995년 1월, 순천시와 승주군이 통합되면서 통합 순천시가 신설되었다. 이에 제15대 국회의원 선거를 앞두고 관할 구역이 순천시 갑 선거구와 순천시 을 선거구로 각각 분리되어 편입됨에 따라 폐지되었다.

## 역대 국회의원
| 선거   | 정당 | 정당       | 의원   |
| ------ | ---- | ---------- | ------ |
| 1988년 |      | 평화민주당 | 허경만 |
| 1992년 |      | 민주당     | 허경만 |

## 역대 선거 결과

### 대한민국 제13대 국회의원 선거
|  | 77.73% |

|  | 13.30% |

|  | 6.85% |

|  | 1.64% |

|  | 0.46% |

### 대한민국 제14대 국회의원 선거
|  | 66.57% |

|  | 16.08% |

|  | 10.52% |

|  | 6.81% |